# Drets del col·lectiu LGBT al Gabon

Aquest és un article sobre els drets LGBT al Gabon. Les persones lesbianes, gais, bisexuals i transsexuals al Gabon han d'afrontar reptes legals que no experimenten els residents no LGBT. Tant l'activitat sexual masculina com femenina amb persones del mateix sexe és legal a Gabon, però les parelles del mateix sexe amb cap de família del mateix sexe no disposen de les mateixes proteccions legals de les que disposen les parelles heterosexuals.
En desembre de 2008, Gabon va copatrocinar i va signar la Declaració sobre orientació sexual i identitat de gènere de les Nacions Unides demanant la despenalització mundial de l'homosexualitat, sent un dels sis països africans en fer-ho. El 2011, però, Gabon va votar en contra d'una resolució patrocinada per Sud-àfrica titulada "Els drets humans, orientació sexual i identitat de gènere" en el Consell de Drets Humans.

## Lleis relatives a l'activitat sexual entre persones del mateix sexe
L'activitat sexual entre persones del mateix sexe és legal i no estava tipificada com a delicte.

## Reconeixement de les relacions entre persones del mateix sexe
No hi ha cap reconeixement legal de les parelles del mateix sexe.

## Proteccions de discriminació
No hi ha protecció legal contra la discriminació basada en orientació sexual.

## Condicions de vida
L'Informe dels Drets Humans del 2010 del Departament d'Estat dels Estats Units va trobar que "la discriminació i la violència contra les persones lesbianes, gais, bisexuals i persones transgènere (LGBT) era un problema, i les persones LGBT sovint mantenien la seva condició en secret a la comunitat per por de ser assetjats o discriminats".

## Taula resum
| Activitat sexual legal amb el mateix sexe                     | (Sempre legal) |
| Mateixa edat de consentiment                                  | Sí             |
| Lleis antidiscriminació a la feina                            | No             |
| Lleis antidiscriminació en la prestació de béns i serveis     | No             |
| Matrimoni del mateix sexe                                     | No             |
| Lleis antidiscriminació en el discurs de l'odi i la violència | No             |
| Reconeixement de les parelles del mateix sexe                 | No             |
| Adopció de fillastres per parelles del mateix sexe            | No             |
| Adopció conjunta per parelles del mateix sexe                 | No             |
| Prestació de servei militar per gais i lesbianes              |                |
| Dret legal a canviar de gènere                                |                |
| Accés a la fecundació in vitro per lesbianes                  | No             |
| Subrogació comercial per a parelles d'homes homosexuals       | No             |
| Permís per donar sang als MSMs                                | No             |